# 上野美記夫
上野 美記夫（うえの みきお、1943年1月20日 ‐ ）は、北海道函館市出身の元アマチュア野球選手・元アマチュア野球指導者。

## 来歴
北海道函館市で育ち、函館有斗高等学校では1番打者で遊撃手を務めた。
卒業後、富士製鉄室蘭に入団すると1年間プレーした。
1963年4月に東洋大学に入学したのと同時に20歳で函館大学付属有斗高等学校の監督に就任し、1998年3月に定年を迎えるまで35年間指導した。就任10年目の1972年、第4回明治神宮野球大会で監督として初の明治神宮野球大会出場を果たした（通算5度の出場で1勝5敗）。就任11年目の1973年、第45回選抜高等学校野球大会で監督として初の選抜高等学校野球大会出場を果たした（通算6度の出場で4勝6敗）。就任12年目の1974年、第56回全国高等学校野球選手権大会で監督として初の全国高等学校野球選手権大会出場を果たした（通算7度の出場で1勝7敗）。

## 関連人物
- 佐藤義則
- 盛田幸妃
- 澤田剛